# 忠信镇 (浦城县)
忠信镇，是中华人民共和国福建省南平市浦城县下辖的一个乡镇级行政单位。

## 行政区划
忠信镇下辖以下地区：
忠信村、桃园村、外洋村、上同村、排栅村、金樟村、村桥村、源里村、虎头山村、溪源村、渔沧村、海溪村、际洋村、金凤村、寺前村、半源村、游村、下庄村、雁塘村、高溪村、寨门村、坑尾村和毛洋村。